# Stanisław Zimniak
Stanisław Zimniak (ur. 1956 r., Sośniach Ostrowskich) – salezjanin, historyk Kościoła, poeta. Absolwent Wyższego Seminarium Duchownego Towarzystwa Salezjańskiego w Krakowie. Studiował ponadto na Katolickim Uniwersytecie Lubelskim oraz Papieskim Uniwersytecie Gregoriańskim „Gregorianum” w Rzymie, na którym obronił doktorat na Wydziale Historii Kościoła. Pracownik naukowy Istituto Storico Salesiano w Rzymie, członek Międzynarodowego Stowarzyszenia Historyków Salezjańskich (l’Associazione dei Cultori di Storia Salesiana), Stowarzyszenia Współpracy Zakonnych Instytutów Historycznych (l’ Associazione Coordinamento Storici Religiosi). Współredaktor „Ricerche Storiche Salesiane” oraz „Seminare. Poszukiwania Naukowo-Pastoralne”.
Książki naukowe:
„Dusza wybrana”. Salezjański rodowód kardynała Augusta Hlonda – prymasa Polski, Wyd. Salezjańskie – Libreria Ateneo Salesiano LAS, Warszawa – Rzym 2003.
Salesiani nella Mitteleuropa. Prehistoria e storia Della provincia Austro-Ungarica Della Socjeta di S. Francesco di Sales, Istituto Stolico Salesiano – LAS, Roma 1997.
Österreich begegnet Don Bosco „dem Vater, Lehrer und Freund der Jugend”, Libreria Ateneo Salesiano, Roma 2003.
redaktor książki: Il cardinale August J. Hlond, Primate di Polonia (1881 – 1948). Note sul suo operato apostolico. Atti della serata di studio…, Libreria Ateneo Salesiano, Roma 1990.
Oprócz działalności naukowej uprawia twórczość poetycką pod pseudonimem Stanisław Sośnieńczyk. 
Książki poetyckie:
Teraz - tu. Miniatury poetyckie, Casa Generalizia Salesiana, Instytut Wydawniczy "Maximum", Kraków - Rzym 2006.
Wszechmożność Boga – Możność człowieka. Rozważania – medytacje, Istituto Storico Salesiano, Instytut Wydawniczy „Maximum”, Kraków - Rzym 2008.
O twórczości poetyckiej Stanisława Zimniaka pisała Monika Milewska: 
"Istnienie i miłość w wierszach Sośnieńczyka splatają się w nierozerwalną jedność, której na imię Bóg. Bóg na tyle jednaki z Miłością, że poeta odważy się orzec: „ateistą jest ten kto nie kocha” (Natura nienaturalności). Pierwotnym i prawdziwym źródłem człowieczeństwa jest więc wszechmożność Boga. W niej stwarza się nasza ziemska, ludzka możność, w niej tkwi „cała wielkość człowieka”, ona wreszcie łączy nas wszystkich w jedno. Bez tej Bożej perspektywy człowiek jest tylko plastikową lalką    z urwaną głową albo pluszowym misiem z naderwanym uchem. (...) Ale Boga szukać należy nie tylko     w mistycznych uniesieniach. „Najbliższy Bogu nad człowiekiem człowiek pochylony” – pisze pięknie poeta w miniaturze Myśląc o bracie Albercie. Przyjaźń zaś międzyludzką nazywa „pomostem pomiędzy człowiekiem a Bogiem w człowieku” (Natura przyjaźni). Nie ma miłości bez Boga. Ale nie ma też miłości Boga bez miłości bliźniego. Wznosząc oczy ku niebu, nie możemy ich odwracać od drugiego człowieka. Bo może właśnie w nim objawia nam się Bóg. Miniatury Sośnieńczyka niosą nam dobrą nowinę. Zło, choć nie do końca wyplenione z poezji i świata, nie współtworzy istnienia. Jedynie Dobro i Miłość są prawdziwie realne. Ile przemyśleń i wewnętrznych zmagań musiała kosztować autora taka postawa w naszym świecie rozchwianych wartości, w którym czasem tylko zło wydaje się dotkliwie realne? Tego nie dowiemy się z jego wierszy. Albowiem, jak pisze w miniaturze Natura pisania: „cokolwiek się pisze to już po walce” (źródło: M. Milewska, "Zanika miłość, wymiera człowiek", [w:] Teraz - tu. Miniatury poetyckie, Casa Generalizia Salesiana, Instytut Wydawniczy "Maximum", Kraków - Rzym 2006, s. 7-9.
Źródło: Teraz - tu. Miniatury poetyckie, Casa Generalizia Salesiana, Instytut Wydawniczy "Maximum", Kraków - Rzym 2006, s. 7-9.